# Каян (народ)
Кая́н (кайяцы) — этническая общность группы даяков в Индонезии и Малайзии. Населяет центральную часть острова Калимантан в верховьях реки Капуас, Каян, Махакам, Раджанг и Барам. Численность в Индонезии — 550000 человек; в Восточной Малайзии (штат Саравак) — 70000 человек.

## Близкие группы
Близкие кенья, бахау, включают множество диалектных групп; бахау — искусственный собирательный этноним для племен и групп, живущих чересполосно с народом каян и кенья (бату-блах, бераван, каджаман, лаханан, лонг-кипут, лонг-суку, пунан-бах, себоп, секапан, сипенг — в Сараваке; кинджин, лонг-вай, лонг-глат, сапутан, сегай, тринг, ума-пагонг, ума-сулинг и другие — в индонезийской части острова)

## История
Каяцы считают себя выходцами с горного плато Апо-Каян на водоразделе pек Каян и Махакам. Активная экспансия каяцев на севере острова, сопровождавшаяся истреблением и ассимиляцией мурутов, келабит и других, была остановлена саравакским гос-вом раджи Брука в середине XIX века.

## Основные занятия
Основное занятие каяцев — ручное подсечно-огневое земледелие. Ведущая культура — суходольный рис, возделываются также кукуруза, ямс, тыквенные, табак. Большую роль играет рыболовство (глушение рыбы ядами), меньшую — охота с сумпитаном. В голодные годы добывают саго. Народ каян занимаются разведением свиней и кур, в ритуальных целях держат собак. Каяцы — отличные кузнецы (каяиские мечи-мандау — основной предмет обмена), строители лодок, плотники. Развиты плетение, ткачество, производство таны, художеств, резьба по дереву, изготовление масок; практиковалось гончарство.

## Община и семья
Поселение состоит из одного или нескольких длинных свайных домов длиной 300 м, вмещающих до 100 семей (400—600 чел.)и включающих общую веранду и комнаты. Жители длинного дома составляют родовую общину.
Каяцы делятся на три эндогамные кастово-сословные группы; знать (ипун ума), общинников (паньюн) и рабов (лупау). Среди знати браки заключаются, как правило, вне общины, часто в других племенах; общинники и рабы обычно женятся внутри общины. Вождь избирался из знати (в XIX веке выполнял также функции военачальника). Поселение билокальиое, филиация билатеральная, система родства английского типа.

## Мифология и религия
Имели развитую мифологию и сложный культ (охота за головами, человеческие жертвоприношения, исчезнувшие в начале XX века, шаманизм). Центр, событием был праздник добытых голов (мамат), во время которого проводились инициации воинов и похоронные церемонии. В XX веке началось обращение каяцев в христианство.